# Chocolove from AKB48
Chocolove from AKB48（チョコラヴ フロム エーケービーフォーティエイト）は、女性アイドルグループAKB48から選抜された3人により結成されたユニット。

## 概要
AKB48から派生した、初の本格ソロ・ユニット。2007年の活動以降は特になく、2008年11月23日の中西里菜のAKB48卒業をもって活動休止状態となった。秋元才加と宮澤佐江は、2011年に結成された新たな派生ユニット、DiVAのメンバーとなる。

## メンバー
- 中西里菜（なかにし りな、1988年6月26日 - ） - チームA（旧チーム。AKB48卒業まで）
- 秋元才加（あきもと さやか、1988年7月26日 - ） - チームK（当時）
- 宮澤佐江（みやざわ さえ、1990年8月13日 - ） - チームK（当時）

## 作品

### シングル
| 枚 | リリース日    | 曲名                     | 最高 週間 順位 | 販売形態  | レコードNo:                             | 備考                           |
| -- | ------------- | ------------------------ | -------------- | --------- | --------------------------------------- | ------------------------------ |
| 1  | 2007年6月27日 | 明日は明日の君が生まれる | 18位           | CD CD+DVD | UPCH-5471 UPCH-5472 UPCH-5473 UPCH-9303 | 通常盤A 通常盤B 通常盤C 限定盤 |
| 2  | 2007年8月29日 | メールの涙               | 29位           | CD CD+DVD | UPCH-5481 UPCH-5482 UPCH-5483 UPCH-9334 | 通常盤A 通常盤B 通常盤C 限定盤 |

### アルバム
| 枚 | リリース日     | タイトル | 最高 週間 順位 | 販売形態               | レコードNo:         | 備考              |
| -- | -------------- | -------- | -------------- | ---------------------- | ------------------- | ----------------- |
| 1  | 2007年11月11日 | Dessert  | 99位           | CD CD+24P写真集ﾌﾞｯｸﾚｯﾄ | UPCH-1570 UPCH-9350 | 通常盤 初回限定盤 |

### 映像作品
| 枚 | リリース日     | タイトル | レコードNo: |
| -- | -------------- | -------- | ----------- |
| 1  | 2007年12月26日 | Brownie  | UPBH-1217   |

## タイアップ
| 楽曲                     | タイアップ                                                                                                  | 収録作品                                |
| ------------------------ | --- | --------------------------------------- |
| 明日は明日の君が生まれる | 『お台場学園2007〜文化祭〜』テーマソング フジテレビ系アニメ『スカルマン THE SKULL MAN』エンディング・テーマ | 1stシングル「明日は明日の君が生まれる」 |
| 彼のキッチン             | TBS『チューボーですよ!』2007年7 - 9月度エンディング・テーマ                                                 | 2ndシングル「メールの涙」               |

## 出演

### テレビ
- 仙台放送「輝け★アプリの星 iアプリコンテスト ドコモカップ東北 Presented by NTT DoCoMo東北」（2007年11月10日 - 2008年2月9日）

### ラジオ
- bayfm「BATTLE NIGHT RYO『キックorチョップ』」（2007年8月30日）

### イベント
- フジテレビ「お台場学園2007〜文化祭〜」（2007年4月28日 - 5月6日、フジテレビ1Fステージ）
- 「明日は明日の君が生まれる」発売記念握手会（2007年6月6日 - 10日、秋葉原・新宿・吉祥寺・錦糸町・池袋・上野・お台場・横浜）
- ドコモイベント（2007年6月23日・24日、ヨドバシカメラマルチメディアAkiba）
- 仙台放送「仙台放送大感謝まつり」mashup!音王MUSIO公開収録（2007年9月29日、仙台市・勾当台公園市民広場）[1]
- 帝京大学「青舎祭後夜祭」（2007年10月21日、帝京大学野外ステージ）
- 武蔵工業大学「TCU祭」後夜祭（2007年10月25日、武蔵工業大学 世田谷キャンパス 屋外ステージ）
- 日本大学経済学部「三崎祭」（2007年11月3日、日本大学経済学部 水道橋キャンパス 講堂）
- 日本大学理工学部「習志野祭」（ 2007年11月4日、日本大学理工学部 船橋キャンパス 野外ステージ）
- 横浜市立大学医学部「Yokohama Medical2007」後夜祭（2007年11月17日、横浜市立大学 福浦キャンパス 学内体育館）
- NTTドコモ東北 第7回「iアプリコンテスト ドコモカップ東北」（2008年1月26日、仙台市・Zepp Sendai）[2]